# Liste der Stolpersteine im Prešovský kraj

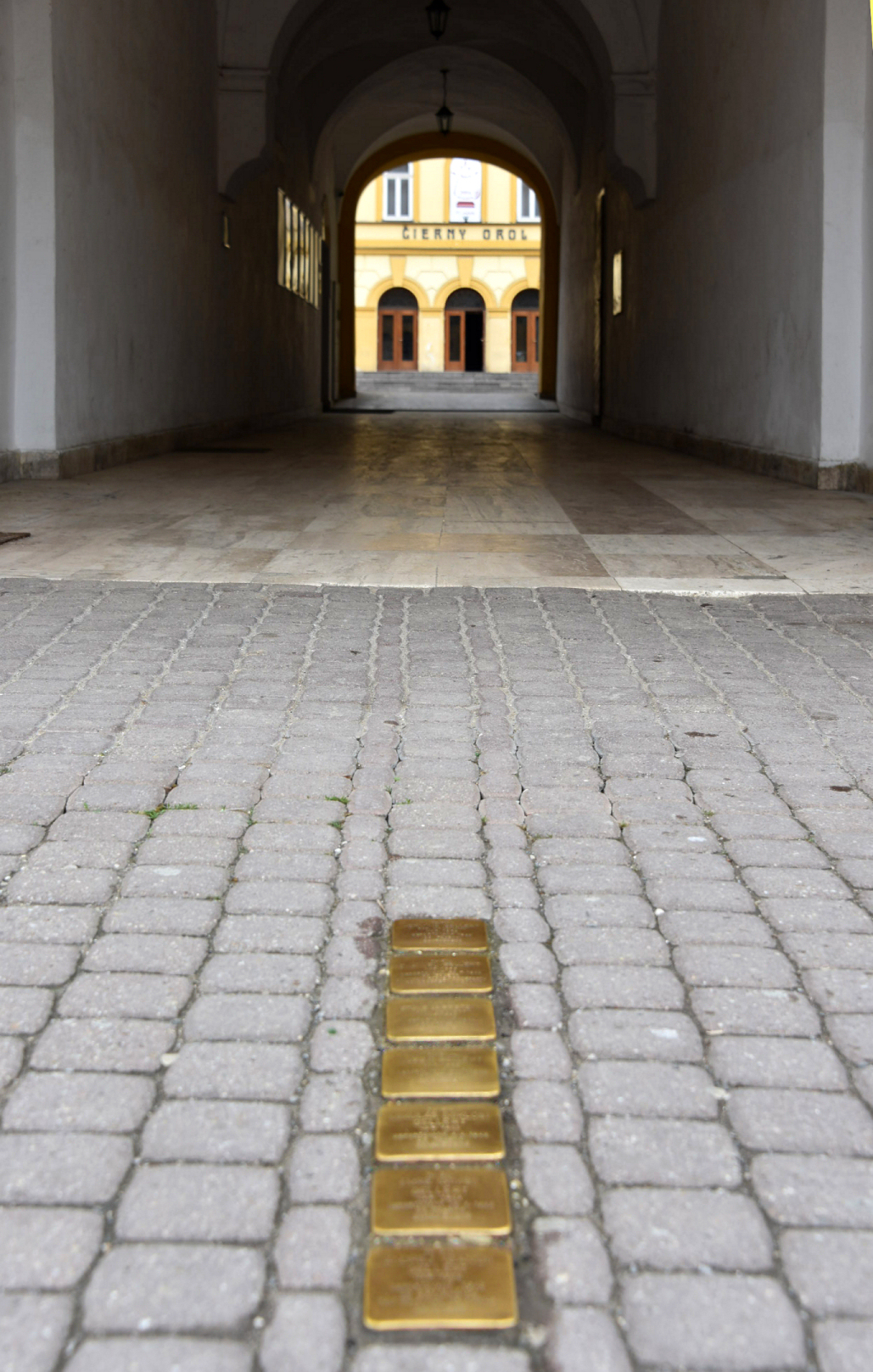
Stolpersteine in der Hlavná ulica 50 in Prešov

Die Liste der Stolpersteine im Prešovský kraj enthält die Stolpersteine in der slowakischen Region Prešovský kraj (Eperieser Landschaftsverband), die an das Schicksal der Menschen dieser Region erinnern, welche von den Nationalsozialisten ermordet, deportiert, vertrieben oder in den Suizid getrieben wurden. Die Stolpersteine wurden von Gunter Demnig verlegt.
Die Verlegungen in Prešov fanden am 23. Juli 2013 statt. Die Stolpersteine werden auf Slowakisch pripomienkové kamene beziehungsweise pamätné kamene (beides für „Gedenksteine“), alternativ auch „Stolpersteine“ genannt.

## Verlegte Stolpersteine
Die Tabellen sind teilweise sortierbar; die Grundsortierung erfolgt alphabetisch nach dem Familiennamen.

### Humenné
In Humenné wurden zehn Stolpersteine an einer Adresse verlegt.
| Stolperstein | Übersetzung | Verlegeort          | Name, Leben           |
| ------------ | --- | ------------------- | --------------------- |
|              | HIER WOHNTE ELI BERGER GEB. 1918 FESTGENOMMEN 23.4.1942 DEPORTIERT NACH AUSCHWITZ ERMORDET                                             | Kukorelliho 5205/33 | Eli Berger            |
|              | HIER WOHNTE MENACHEM BERGER GEB. 1909 FESTGENOMMEN 23.4.1942 DEPORTIERT NACH AUSCHWITZ ERMORDET                                        | Kukorelliho 5205/33 | Menachem Berger       |
|              | HIER WOHNTE MOŠE BERGER GEB. 1912 FESTGENOMMEN 3.4.1942 DEPORTIERT NACH AUSCHWITZ ERMORDET IM FEB. 1943                                | Kukorelliho 5205/33 | Moše Berger           |
|              | HIER WOHNTE EDUARD GROSS GEB. 1937 FESTGENOMMEN 10.4.1942 INTERNIERT IN POPRAD DEPORTIERT 1942 NACH MAJDANEK ERMORDET                  | Kukorelliho 5205/33 | Eduard Gross          |
|              | HIER WOHNTE LADISLAV GROSS GEB. 1932 FESTGENOMMEN 10.4.1942 INTERNIERT IN POPRAD DEPORTIERT 1942 NACH MAJDANEK ERMORDET                | Kukorelliho 5205/33 | Ladislav Gross        |
|              | HIER WOHNTE RUŽENA GROSSOVÁ GEB. 1908 FESTGENOMMEN 10.4.1942 INTERNIERT IN POPRAD DEPORTIERT 1942 NACH MAJDANEK ERMORDET               | Kukorelliho 5205/33 | Ružena Grossová       |
|              | HIER WOHNTE ISIDOR GROSS-ADLER GEB. 1903 FESTGENOMMEN 10.4.1942 INTERNIERT IN POPRAD DEPORTIERT 1942 NACH MAJDANEK ERMORDET            | Kukorelliho 5205/33 | Isidor Gross-Adler    |
|              | HIER WOHNTE ADOLF RAAB GEB. 1883 FESTGENOMMEN 10.4.1942 INTERNIERT IN POPRAD DEPORTIERT 1942 NACH MAJDANEK ERMORDET                    | Kukorelliho 5205/33 | Adolf Raab            |
|              | HIER WOHNTE ROZÁLIA RAABOVÁ GEB. ADLEROVÁ GEB. 1881 FESTGENOMMEN 10.4.1942 INTERNIERT IN POPRAD DEPORTIERT 1942 NACH MAJDANEK ERMORDET | Kukorelliho 5205/33 | Rozália Raabova       |
|              | HIER WOHNTE FRIDA SPRINGER-BERGER GEB. 1906 IM KRIEG VERSTECKT IN STARÉ HORY ERMORDET AM 3.4.1945 VON DEUTSCHEN OFFIZIEREN             | Kukorelliho 5205/33 | Frida Springer-Berger |

### Mlynica
In Mlynica (bis 1948 slowakisch „Milbach“) wurden drei Stolpersteine verlegt.
| Stolperstein | Übersetzung | Verlegeort                                             | Name, Leben                  |
| ------------ | --- | ------------------------------------------------------ | ---------------------------- |
|              | HIER LEBTE ARTUR WEISZ GEB. 1899 INTERNIERT IN POPRAD DEPORTIERT 1942 NACH SOBIBOR ERMORDET                         | Park mit Kinderspielplatz gegenüber Mlynica 21 Mlynica | Artur Weisz (1899–1942)      |
|              | HIER LEBTE VOJTECH WEISZ GEB. 1899 INTERNIERT IN POPRAD DEPORTIERT 1942 NACH SOBIBOR ERMORDET 19.7.1942 IN MAJDANEK | Park mit Kinderspielplatz gegenüber Mlynica 21 Mlynica | Vojtech Weisz (1902–1942)    |
|              | HIER LEBTE ROZALIA WEISZOVÁ GEB. WOLFOVÁ GEB. 1879 INTERNIERT IN POPRAD DEPORTIERT 1942 NACH SOBIBOR ERMORDET       | Park mit Kinderspielplatz gegenüber Mlynica 21 Mlynica | Rozalia Weiszová (1879–1942) |

### Poprad
In Poprad (deutsch: Deutschendorf) wurden sechs Stolpersteine am Denkmal für die gefallenen Helden des Zweiten Weltkrieges verlegt.
| Stolperstein | Inschrift                                                                                  | Verlegeort                                                           | Name, Leben                                       |
| ------------ | ------------------------------------------------------------------------------------------ | -------------------------------------------------------------------- | ------------------------------------------------- |
|              | HIER LEBTE EDUARD WEISZ JG. 1929 DEPORTIERT 1942 NACH SOBIBOR ERMORDET                     | Beim Denkmal für die gefallenen Helden des Zweiten Weltkriegs Poprad | Eduard Weisz (1929–1942)                          |
|              | HIER LEBTE GEJZA WEISZ JG. 1896 DEPORTIERT 1942 NACH SOBIBOR ERMORDET                      | Beim Denkmal für die gefallenen Helden des Zweiten Weltkriegs Poprad | Zoltán Weisz (1896–1942)                          |
|              | HIER LEBTE MIKULÀŠ WEISZ JG. 1927 DEPORTIERT 1942 NACH SOBIBOR ERMORDET                    | Beim Denkmal für die gefallenen Helden des Zweiten Weltkriegs Poprad | Mikuláš Weisz (1927–1942)                         |
|              | HIER LEBTE VILIAM WEISZ JG. 1931 DEPORTIERT 1942 NACH SOBIBOR ERMORDET                     | Beim Denkmal für die gefallenen Helden des Zweiten Weltkriegs Poprad | Viliam Weisz (1931–1942)                          |
|              | HIER LEBTE ZOLTAN WEISZ JG. 1936 DEPORTIERT 1942 NACH SOBIBOR ERMORDET                     | Beim Denkmal für die gefallenen Helden des Zweiten Weltkriegs Poprad | Zoltán Weisz (1936–1942)                          |
|              | HIER LEBTE BLANKA WEISZOVÁ GEB. EGERMANNOVÀ JG. 1904 DEPORTIERT 1942 NACH SOBIBOR ERMORDET | Beim Denkmal für die gefallenen Helden des Zweiten Weltkriegs Poprad | Blanka Weiszová, geborene Egermannová (1904–1942) |

### Prešov
In Prešov wurden neun Stolpersteine an zwei Adressen verlegt.
| Stolperstein | Übersetzung | Verlegeort                       | Name, Leben |
| ------------ | --- | -------------------------------- | --- |
|              | HIER WOHNTE ANDREJ (BANDI) GELLÉRT JG. 1908 DEPORTIERT 1942 NACH AUSCHWITZ VERSTARB DORT AN TYPHUS 28.7.1942              | Hlavná ulica 50 ·                | Andrej Gellért, auch Bandi genannt, wurde am 23. März 1908 in Prešov geboren. Seine Eltern waren Emanuel und Hermine Gellért. Er war Folk-Musiker, seine Musik wurde unter anderem bei Columbia Records und Victor Records vermarktet. Er spielte unter anderem auch mit dem Sio Aladar’s Gypsy Orchestra. Am 23. April 1942 wurde er mit einem RSHA-Transport von einem Transitlager in Poprad ins KZ Auschwitz deportiert, wo er am 28. Juli 1942 an Typhus starb. Sein Stolperstein liegt an der Stelle, wo sich ursprünglich das Hotel der Familie, Hotel Gellért, befand. Auch seine Eltern, seine Schwester Eta und seine Brüder Imre und Mikuláš wurden 1942 deportiert und haben die Shoah nicht überlebt. Seine Schwester Edith und Bruder Alexander konnten überleben.                                                                    |
|              | HIER WOHNTE EMANUEL GELLÉRT JG. 1868 DEPORTIERT 24.7.1942 NACH POLEN STARB AM TRANSPORT WEIL IHM INSULIN VERWEIGERT WURDE | Hlavná ulica 50 ·                | Emanuel Gellért, auch Emil genannt, wurde am 4. September 1868 in Fridman bei Nowy Targ geboren. Er war der Sohn von Adolf Grasgrün und Sali Wix. Emanuel war verheiratet mit Hermine, geborene Waldmann, sie hatten sechs Kinder. Die Familie besaß in Prešov ein Hotel, das Hotel Géllert. Bis 1915 versuchte sich Emanuel zusätzlich im Kurbereich und war Mieter eines Spas in Cemjata. 1915 löste er den Mietvertrag auf, da der Spa sich als unrentabel erwies. Am 12. Juli 1942 wurde er zusammen mit seiner Frau über das Transitlager Žilina ins Vernichtungslager Sobibor deportiert. Möglicherweise starb er bereits während der Deportation. Auch seine Ehefrau Hermine, Tochter Eta und die Söhne Andrej, Mikuláš und Imre wurden deportiert und haben die Shoah nicht überlebt. Sohn Alexander und Tochter Edith konnten sich retten. |
|              | HIER WOHNTE HERMINE GELLÉRT GEB. WALDMANN JG. 1875 DEPORTIERT 1942 NACH POLEN ERMORDET                                    | Hlavná ulica 50 ·                | Hermine Gellért, geb. Waldmann, wurde am 26. Februar 1875 in Prešov geboren. Sie war verheiratet mit Emanuel Gellért, das Paar hatte sechs Kinder: Andrej, Mikuláš, Imre, Eta, Alexander und Edith. Die Familie führte in Prešov ein Hotel. Am 12. Juli 1942 wurde sie zusammen mit ihrem Mann über das Transitlager Žilina ins Vernichtungslager Sobibor deportiert, wo Hermine Gellért ermordet wurde. Ihr Ehemann Emanuel starb wahrscheinlich schon auf dem Transport ins Vernichtungslager. Auch die Söhne Andrej, Mikuláš und Imre sowie Tochter Eta wurden deportiert und haben die Shoah nicht überlebt. Sohn Alexander und Tochter Edith konnten sich retten. |
|              | HIER WOHNTE IMRE (BIMBI) GELLÉRT JG. 1904 DEPORTIERT 12.4.1942 NACH POLEN ERMORDET                                        | Hlavná ulica 50 ·                | Imre Gellért, auch Bimbi genannt, wurde 1904 in Prešov geboren. Seine Eltern waren Hermine und Emanuel Gellért. Er war verheiratet mit Margit, geborene Meitner. Am 12. Juli 1942 wurde er zusammen mit seinen Eltern über das Transitlager Žilina ins Vernichtungslager Sobibor deportiert. Imre Gellért hat die Shoah nicht überlebt. Sein Vater Emanuel starb möglicherweise schon während des Transportes nach Sobibor, auch seine Mutter, seine Schwester Eta und die Brüder Andrej und Mikuláš haben die Shoah nicht überlebt. Bruder Alexander und Schwester Edith konnten sich retten und haben überlebt. |
|              | HIER WOHNTE MARGIT GELLÉRT JG. 1898 DEPORTIERT 24.7.1942 NACH POLEN ERMORDET                                              | Hlavná ulica 50 ·                | Margit Gellért, geb. Meitner, wurde am 1. April 1898 in Prešov geboren. Sie war verheiratet mit Imre Gellért, mit dem sie in Prešov lebte. Laut der Aufschrift auf dem Stein wurde sie am 24. Juli 1942 deportiert; laut Yad Vashem wurde sie am 12. Mai 1942 nach Lublin deportiert. Margit Gellért hat die Shoah nicht überlebt. Auch ihr Ehemann Imre Gellért hat nicht überlebt. |
|              | HIER WOHNTE MIKULÁŠ (MIKLÓS) GELLÉRT JG. 1900 DEPORTIERT 4.4.1942 NACH POLEN ERMORDET                                     | Hlavná ulica 50 ·                | Mikuláš Gellért, auch Miklós genannt, wurde 1900 in Prešov geboren. Seine Eltern waren Hermine und Emanuel Gellért. Er war verheiratet mit Aranka. Die Familie Gellért besaß ein Hotel, in dem Mikuláš als Hotelfachmann arbeitete. Mikuláš war der erste, der aus seiner Familie deportiert wurde. Laut Yad Vashem wurde er am 31. März 1942 vom Transitlager Žilina nach Lublin deportiert, laut Aufschrift auf dem Stein erfolgte die Deportation am 4. April 1942. Mikuláš Gellért hat die Shoah nicht überlebt. Sein Vater Emanuel wurde zu einem späteren Zeitpunkt deportiert und starb möglicherweise schon während des Transportes nach Sobibor, auch seine Mutter, seine Schwester Eta und die Brüder Andrej und Imre haben die Shoah nicht überlebt. Bruder Alexander und Schwester Edith konnten sich retten und haben überlebt.        |
|              | HIER WOHNTE HELEN PREISZ GEB. ROTMAN JG. 1890 DEPORTIERT 12.10.1942 NACH AUSCHWITZ ERMORDET 1944                          | Sabinovská ulica č.15 ·          | Helen Preisz, geborene Rotman, wurde am 10. Mai 1890 oder 8. August 1891 in Uschhorod geboren. Sie war verheiratet mit Ludovít Preisz. Das Paar hatte mindestens zwei Töchter – Kornelia, später verheiratet Gellért und Katarina. Die Familie hatte in Prešov eine Villa. Am 12. Oktober 1944 wurde sie zusammen mit ihrem Mann, beide hielten sich zu diesem Zeitpunkt in Bratislava auf, ins KZ Auschwitz deportiert. Helen Preisz wurde 1944 in Auschwitz ermordet, ebenso ihr Mann Ludovít. Beide Töchter überlebten den Holocaust. |
|              | HIER WOHNTE L’UDOVÍT PREISZ JG. 1885 DEPORTIERT 12.10.1942 NACH AUSCHWITZ ERMORDET 1944                                   | Sabinovská ulica č.15 ·          | Ludovít Preisz, auch Lajos, wurde am 29. August 1885 in Prešov geboren. Er war verheiratet mit Helen, geborene Rotman. Das Paar hatte mindestens zwei Töchter – Kornelia, später verheiratete Gellért und Katarina. Die Familie hatte in Prešov eine Villa und betrieb ein Gewerbe, Ludovít Preisz und Söhne, in dem Rum und Liköre produziert wurden. 1941 wurde dieses Unternehmen zwangsweise liquidiert. Am 12. Oktober 1944 wurde er zusammen mit seiner Frau – beide hielten sich zu diesem Zeitpunkt in Bratislava auf – in das KZ Auschwitz deportiert. Ludovít Preisz wurde 1944 in Auschwitz ermordet, ebenso seine Frau. Beide Töchter überlebten den Holocaust. |
|              | HIER WOHNTE ETA SILBERSTEIN GEB. GELLÉRT JG. 1893 DEPORTIERT 1942 NACH POLEN ERMORDET                                     | Hlavná ulica 50 – Čierny orol. · | Eta Silberstein (auch Ethel), geborene Gellért, wurde 1893 in Prešov geboren. Ihre Eltern waren Hermine und Emanuel Gellért. Sie war verheiratet mit Arnold Silberstein. Das Paar lebte in Betlanovce. Am 28. Mai 1942 wurde sie zusammen mit ihrem Mann von Spišská Nová Ves in das Ghetto Izbica deportiert. Eta Silberstein und ihr Mann Arnold haben die Shoah nicht überlebt. |

### Stará Ľubovňa
In Stará Ľubovňa wurden am 5. März 2021 zwei Stolpersteine verlegt, anlässlich der Dreharbeiten zu einem Dokumentarfilm über die jüdische Minderheit in der Slowakei.
| Stolperstein | Übersetzung                                                                            | Verlegeort                          | Name, Leben                                |
| ------------ | -------------------------------------------------------------------------------------- | ----------------------------------- | ------------------------------------------ |
|              | HIER LEBTE ANNA BLAYER GEB. HARTMANN GEB. 1917 DEPORTIERT 1942 NACH TREBLINKA ERMORDET | Námestie sv. Mikuláša Stará Ľubovňa | Anna Blayer, geborene Hartmann (1889–1942) |
|              | HIER LEBTE ELEMER BLAYER GEB. 1917 DEPORTIERT 25.4.1942 NACH MAJDANEK ERMORDET         | Námestie sv. Mikuláša Stará Ľubovňa | Elemer Blayer (1917–1942)                  |

## Verlegedaten
Die Stolpersteine wurden an folgenden Tagen verlegt:
- 23. Juli 2013 in Prešov
- 22. September 2017 in Humenné und Mlynica
- 12. August 2018 in Poprad
- 5. März 2021 in Stará Ľubovňa